# Arouva
Arouva is een geslacht van vlinders van de familie snuitmotten (Pyralidae), uit de onderfamilie Chrysauginae.

## Soorten
- A. albivitta Felder & Rogenhofer, 1874
- A. castanealis Hampson, 1906
- A. mirificana Walker, 1864